# Muut
Muut era la personificación y el mensajero de la muerte en la cultura del pueblo Cahuilla del sur de California y el norte de México, y generalmente se lo representaba como un búho o como el ulular invisible de los búhos. Fue uno de los «nukatem» más activos, unos seres creados "en el principio" por Mukat, la figura del Creador.
La muerte se consideraba por los Cahuilla una parte necesaria de la vida, y por lo tanto Muut era visto más como un psicopompo que como una personificación aterradora de la parca. Este papel le fue asignado a Muut por Mukat, con el argumento de que la sobrepoblación tendría consecuencias nefastas.